# Osservatorio Sandlot
| 133536 Alicewhagel | 15 ottobre 2003 |

L'osservatorio Sandlot (in inglese: Sandlot Observatory) è un osservatorio astronomico privato statunitense situato a Scranton, in Kansas, alle coordinate 38°47′51.72″N 95°42′23.04″W, gestito da Gary Hug. Il suo codice MPC è H36 Sandlot Observatory, Scranton.
Il Minor Planet Center lo accredita per la scoperta di sei asteroidi effettuate tra il 2003 e il 2006. Inoltre, presso di esso, il fondatore ha scoperto numerosi asteroidi accreditati a titolo personale.